# Cabobanthus
Cabobanthus es un género de plantas fanerógamas perteneciente a la familia de las asteráceas. Comprende 2 especies descritas.

## Taxonomía
El género fue descrito por Harold E. Robinson y publicado en Proc. Biol. Soc. Washington 112(1): 228 (1999).

## Algunas especies aceptadas
A continuación se brinda un listado de las especies del género Cabobanthus aceptadas hasta julio de 2012, ordenadas alfabéticamente. Para cada una se indica el nombre binomial seguido del autor, abreviado según las convenciones y usos.
- Cabobanthus bullulatus (S.Moore) H.Rob.
- Cabobanthus polysphaerus (Baker) H.Rob.